# Jonathan Wilson (musicien)
 (août 2018).
Si vous disposez d'ouvrages ou d'articles de référence ou si vous connaissez des sites web de qualité traitant du thème abordé ici, merci de compléter l'article en donnant les références utiles à sa vérifiabilité et en les liant à la section « Notes et références ».
Pour les articles homonymes, voir Jonathan Wilson et Wilson.
Jonathan Wilson, né le 30 décembre 1974 à Forest City en Caroline du Nord aux États-Unis, est un musicien, auteur-compositeur-interprète et producteur de musique américain. Il est originaire du quartier angeleno de Laurel Canyon.

## Carrière musicale

### En solo
Jonathan Wilson a sorti son premier album solo Gentle Spirit avec le label Bella Union le 8 août 2011 en Europe et le 13 septembre 2011 aux États-Unis.
En octobre 2013, Jonathan Wilson a sorti son deuxième album intitulé Fanfare. Dans l'élaboration de cet album, il a notamment collaboré avec David Crosby, Graham Nash, Father John Misty ou encore Patrick Sansone du groupe Wilco.
Jonathan Wilson a sorti un troisième album solo en février 2018, intitulé Rare Birds.
Il a sorti un quatrième album solo en 2020, Dixie Blur.
En 2023, Jonathan Wilson a sorti un cinquième album solo, Eat the Worm.